# Adamawa (stát)
Adamawa je jeden ze 36 států Nigérie. Leží ve východní části země a jeho hlavním městem je Yola. V roce 2022 zde žilo přibližně 4,9 milionu obyvatel. Vznikl v srpnu 1991, když se stát Gongola rozpadl na státy Taraba a právě Adamawa. Svůj název nese po historickém Emirátu Adamawa. Na severu sousedí se státem Borno, na západě se státem Gombe, na jihozápadě se státem Taraba a na východě s Kamerunem. Ve městě žije asi 100 různých etnických skupin, díky čemuž je stát jedním z nejheterogennějších území v zemi.
Z hlediska rozlohy je stát Adamawa osmý největší, z hlediska počtu obyvatel však patří spíše k menším nigerijským státům. Ve státě se nachází Adamauská vysočina a protékají jim řeky Benue a Gongola. 